# 프로가드
프로가드(ProGuard)는 자바 코드를 축소하고 최적화하고 난독화하는 오픈 소스 명령 줄 도구이다. 바이트코드를 최적화할뿐 아니라 사용하지 않는 명령어를 찾고 감지할 수 있다.
프로가드는 안드로이드 SDK의 한 부분으로 배포되며 릴리스 모드로 애플리케이션을 빌드할 때 실행된다.

## 같이 보기
- 자바 (프로그래밍 언어)
- 프로그램 최적화
- 난독화